# Stanisław Nieckarz
Stanisław Nieckarz (ur. 10 czerwca 1941, zm. 27 października 2014 w Warszawie) – polski ekonomista i urzędnik państwowy, działacz Polskiej Zjednoczonej Partii Robotniczej, minister finansów (1982–1986), członek Rady Polityki Pieniężnej w latach 2004–2010.

## Życiorys
W 1965 ukończył studia na Wydziale Finansów i Statystyki Szkoły Głównej Planowania i Statystyki w Warszawie. W 1968 wstąpił do Polskiej Zjednoczonej Partii Robotniczej, w latach 1961–1970 należał do Związku Młodzieży Socjalistycznej.
Od 1965 pracował w Ministerstwie Finansów, był m.in. dyrektorem departamentu (1973–1977). W latach 1977–1980 pełnił funkcję zastępcy kierownika Wydziału Planowania i Analiz Gospodarczych Komitetu Centralnego PZPR. Przez kilka miesięcy w 1980 był zastępcą kierownika zespołu doradców ekonomicznych prezesa Rady Ministrów. Od 1980 do 1982 zajmował stanowisko wiceprezesa (pierwszego zastępcy prezesa) Narodowego Banku Polskiego. Później sprawował urząd ministra finansów w rządach Wojciecha Jaruzelskiego i Zbigniewa Messnera (w okresie 1982–1986). W latach 1986–1988 wchodził w skład prezydium Społecznego Komitetu Odnowy Starego Miasta w Zamościu.
Od 1987 do 1992 był radcą ekonomiczno-finansowym ambasady PRL w Budapeszcie. W latach 90. pracował jako doradca i członek władz banków komercyjnych oraz instytucji ubezpieczeniowych. Opracował statut i organizował warszawski oddział Galicyjskiego Trustu Kapitałowo-Inwestycyjnego (parabanku prowadzącego swoją działalność bez zgody NBP). Później wchodził w skład rad nadzorczych Banku Śląskiego ING S.A. (do 1998) i Banku Ochrony Środowiska S.A. (od 2001).
Był także ekspertem Rządowego Centrum Studiów Strategicznych (od 1998) i  doradcą premiera ds. ekonomiczno-finansowych. Zasiadał w radzie programowej Unii Pracy. W 2004 z rekomendacji tej partii został wybrany przez Sejm IV kadencji w skład Rady Polityki Pieniężnej II kadencji. Funkcję tę pełnił do 2010.
Opublikował około 200 prac z zakresu ekonomii, bankowości i finansów.
Pochowany na cmentarzu Powązkowskim w Warszawie (kwatera 299a/2/13).